# Liste der Satrapien und Satrapen des Achämenidenreiches
Bei der folgenden Liste der Satrapien und Satrapen des Achämenidenreiches muss beachtet werden, dass nicht alle Satrapien gleichzeitig bestanden. Viele der Satrapien sind nur aus griechischen Quellen bekannt, wobei es nicht immer sicher ist, inwieweit griechische Autoren im Detail über die Verhältnisse im Achämenidenreich informiert waren. Verwechselungen und Unschärfen in Amtsbezeichnungen können mehrmals vermutet oder sogar belegt werden. Aus den achämenidischer Quellen stammen vergleichsweise wenige Informationen.

## Ägypten
Die Herrschaft des Achämenidenreiches in Ägypten dauerte von 525 bis 404/401 v. Chr. und von 341 v. Chr. bis 332 v. Chr. Auf Altpersisch lautete der Name Ägyptens Mudraya.

## Arabien
Arabien hatte einen halbautonomen Status. Es ist nur ein Satrap belegt; die Interpretation des Beleges ist unsicher.
- Megabyzos I. unter Kyros

## Arachosien
Arachosien ist nur schlecht als Satrapie belegt, wird aber in der Behistun-Inschrift definitiv als solche bezeichnet, sodass an der Existenz als Verwaltungseinheit kein Zweifel bestehen kann.
- Vivana unter Dareios I.
- Barsaentes, unter Dareios III.
- Menon unter Alexander dem Großen

## Aria
Für Aria ist mit Sicherheit nur ein Satrap bezeugt, jedoch wurde die Satrapie unter Alexander dem Großen weitergeführt.
- Satibarzanes, unter Artaxerxes III. bis Dareios III.
- Arsakes, unter Alexander

## Armenien
Armenien ist mit Sicherheit seit Dareios I. als Satrapie bezeugt. Hydarnes erhielt sie als Stammsatrapie. In der Folgezeit amtierte seine Familie in Armenien.
- Tanaoxares (Bardiya), unsicher
- Hydarnes, unter Dareios I. bis Xerxes I.
- Orontes I., unter Dareios II.? bis Artaxerxes III. (unsicher)
- Tiribazos, unter Dareios II. bis Artaxerxes II.
- Dareios Kodommanos, Artaxerxes III., der spätere Großkönig Dareios III.
- Orontes II., unter Dareios III. bis Alexander
- Mithrenes, unter Alexander dem Großen

## Babylonien
Ist erst seit Dareios I. eine eigene Satrapie, bildete vorher eine Doppelsatrapie mit Ebirnari.

## Baktrien
Erst seit Dareios I. als eigene Satrapie bezeugt.
- Tanyoxarkes (Bardiya), unter Kyros bis Kambyses (verwaltete auch Armenien, Medien und die Kadusier)
- Dadarschisch, unter Dareios I.
- Ariamenes, unter Dareios I. bis Xerxes I.
- Masistes, unter Xerxes I.
- Artapanos, unter Xerxes I. bis Artaxerxes I.
- Hystaspes III., unter Artaxerxes II. bis Artaxerxes III.(?)
- Bessos, unter Artaxerxes III. (?) bis Dareios III.
- Artabazos, unter Alexander dem Großen

## Bithynien
Bithynien war wahrscheinlich nie eine eigene Satrapie und unterstand dem hellespontischen Satrapen.
- Pharnabazos, unter Artaxerxes III. (unsicher)

## Ebir-Nari
Ebir-Nari ist erst seit Dareios I. eine eigene Satrapie, bildete vorher eine Doppelsatrapie mit Babylonien.

## Elam/Susiane
- Aboulites, unter Dareios bis Alexander dem Großen

## Gedrosien/Purusch
Ein Satrap von Purusch ist in den Persepolistäfelchen belegt. Purusch ist mit einiger Sicherheit mit Gedrosien gleichzusetzen. Weitere Belege für diese Satrapie fehlen jedoch, und selbst als Alexander der Große in diese Gegend kam, scheint es keine Satrapie gegeben zu haben.
- Karkisch, unter Dareios I.

## Hellespontisches Phrygien
Gemäß Überlieferungen von Herodot, Thukydides und persischen Quellen war das nordwestliche Gebiet von Mysien die Satrapie Daskylium, bei den Griechen Hellespontisches Phrygien genannt. Die Grenzen sind unklar, reichten aber wahrscheinlich bis in die südliche Troas und östlich ins Gebiet des späteren Bithynien.
Das Hellespontische Phrygien (auch Kleinphrygien) gehört neben Lydien zu den am besten bezeugten Satrapien. Wahrscheinlich ist die Liste der Satrapen weitestgehend vollständig.
- Pharnouchos, unter Kyros
- Mitrobates, unter Kambyses bis Dareios I.
- Oibares, unter Dareios I.
- Artayktes, unter Xerxes I.
- Megabates, unter Xerxes I.
- Artabazos I., unter Xerxes I.
- Epixyes, unter Xerxes I.
- Pharnabazos I., unter Xerxes I. bis Artaxerxes I. (unsicher)
- Pharnakes II., unter Artaxerxes I. bis Dareios II.
- Pharnabazos II., unter Dareios II.bis Artaxerxes II.
- Ariobarzanes, unter Artaxerxes II. bis Artaxerxes III. (etwa 387 bis 363/2 v. Chr.)
- Artabazos II., unter Artaxerxes III. (etwa 362 bis 352 v. Chr.)
- Arsites, unter Dareios III.

## Hyrkanien
Hyrkanien bildete wahrscheinlich mit Parthyaia eine Doppelsatrapie, die vielleicht erst unter Artaxerxes I. eingerichtet wurde. Sie bestand bis in hellenistische Zeit weiter. Die Belege für Satrapen vor Artaxerxes I. sind in ihrer Interpretation unsicher.
- Astyages, unter Kyros (unsicher)
- Megabernes, unter Kyros bis Kambyses (unsicher)
- Hystaspes I., unter Kambyses bis Dareios I.(unsicher)
- Dareios II., unter Artaxerxes I.
- Phrataphernes, unter Dareios III. bis Alexander den Großen
- Amminapes, unter Alexander den Großen bis 330 v. Chr.
- Barzanes, unter Alexander den Großen und Bessos

## Indien
Bisher sind keine Satrapen für Indien bezeugt.

## Ionien
Ionien unterstand der Satrapie von Lydien. Alle Namen der Satrapen, die bei Xenophon (Kyrupädie, VIII 6, 7) überliefert sind, sind wahrscheinlich teilweise fiktiv, meist handelt es sich jedoch um Satrapen von Lydien.
- Chrysanatas, unter Kyros (wohl fiktiv)
- Tamos, unter Dareios II.
- Tissaphernes, unter Dareios II.
- Struses, unter Artaxerxes II.
- Spihrobates, unter Dareios III.
- Philoxenos, hyparchos unter Alexander den Großen

## Kadusier
Die Kadusier waren wahrscheinlich ein halbautonomes Volk, das seinen eigenen Königen unterstand. Sie hatten Truppenfolge zu leisten.
- Tanaoxares (Bardiya), unter Kyros bis Kambyses
- Artagerses, unter Dareios II.

## Kappadokien
Kappadokien gehörte schon zu Medien. Als eigenständige Satrapie ist es seit Dareios I. bezeugt.
- Artabatas, unter Kyros (unsicher in Interpretation)
- Anaphas, unter Dareios I.
- Ariaramnes, unter Dareios I.
- Udiastes, unter Dareios II.
- Kyros, unter Dareios II. bis Artaxerxes II.
- Mithridates, unter Artaxerxes II.
- Kamisares, unter Artaxerxes II. (unsicher)
- Datames, unter Artaxerxes II. bis Artaxerxes III.
- Mithrobouzanes, unter Dareios III.
- Ariarathes, unter Dareios III. bis Alexander den Großen
- Sabiktas, unter Alexander dem Großen

## Karien
Bis in die Regierungszeit von Artaxerxes II. unterstand die Region Lydien. Erster eigenständiger Satrap war Hyssaldomos.
- Adusios, unter Kyros (unsicher in Interpretation)
- Mithridates, hellenistische Romanfigur, sicherlich fiktiv
- Pissouthnes, Artaxerxes I. bis Dareios II. (unsicher in Interpretation)
- Hyssaldomos, unter Artaxerxes II.
- Hekatomnos, unter Artaxerxes II.
- Mausolos, unter Artaxerxes II. bis Artaxerxes III.
- Artemisia, unter Artaxerxes III.
- Idrieus, unter Artaxerxes III.
- Ada, unter Artaxerxes III.
- Pixodaros, unter Dareios III.
- Orontopates, unter Artaxerxes III. und Alexander dem Großen
- Ada, unter Alexander dem Großen
- Philoxenos, unter Alexander dem Großen
- Asandros, ab 323 v. Chr.

## Karmanien
Es ist unsicher, ob Karmanien jemals eine eigene Satrapie war, vielleicht war es nur eine militärisch kontrollierte Wüstenregion.
- Tanyoxarkes (Bardiya), unter Kyros II.
- Astaspes, unter Dareios III. (unsicher in Interpretation)

## Kilikien
Kilikien wurde von einheimischen Königen regiert, von denen wiederum vier auch das Amt eines Satrapen innehatten.
- Arbakes (Satrap), medisch
- Xeinagoras (Satrap), unter Xerxes I.
- Syennesis II., unter Dareios II. bis Artaxerxes II.
- Kamisares, unter Artaxerxes III.
- Mazaios (Satrap), unter Artaxerxes II. bis Dareios III. (361 bis 333 v. Chr.)
- Arsames (Satrap), unter Dareios III.
- Balakros, unter Alexander dem Großen

## Lydien/Sardes
Lydien mit der Hauptstadt Sardes ist aus einem Königreich hervorgegangen. Wahrscheinlich sind so gut wie alle Satrapen bekannt.
- Kroisos, unter Kyros (fiktiv)
- Tabalos, unter Kyros (fiktiv)
- Chrystantas, unter Kyros (fiktiv)
- Oroites, unter Kyros I. bis Dareios I.
- Gadatas, unter Dareios I. (unsicher)
- Artaphernes I., unter Dareios I.
- Artaphernes II., unter Xerxes I.
- Pharnakes (fiktiv)
- Pissouthnes, unter Artaxerxes I. bis Dareios II.
- Tissaphernes, unter Dareios II.
- Kyros, unter Dareios II. bis Artaxerxes II.
- Tissaphernes, unter Artaxerxes II.
- Pharbabazos, unter Artaxerxes II. (falsche Zuweisung)
- Thihraustes, unter Artaxerxes II. (unsicher)
- Tiribazos, unter Artaxerxes II.
- Struthas, unter Artaxerxes II.
- Artimas, unter Artaxerxes II.
- Autophradates, unter Artaxerxes III.
- Ariobarzanes, unter Artaxerxes III. (falsche Zuweisung)
- Rhosakes, unter Artaxerxes III.
- Mentor, unter Artaxerxes III. und Dareios III.
- Spithridates, unter Dareios III.
- Mithrenes, unter Dareios III.
- Asandros, unter Alexander dem Großen
- Menandros, unter Alexander dem Großen

## Maka/Makkasch
Die Satrapie Maka (an den beiden Seiten des Hormus) ist nur durch die Persepolistäfelchen eindeutig belegt. Sie ist wahrscheinlich mit Karmenien identisch, das wiederum nur in griechischen Quellen erscheint.
- Ipdumasda, unter Dareios I.
- Zamaschba, unter Dareios I.

## Medien
Medien ist eines der zentralen Satrapien des Reiches, jedoch ist nur wenig zu der Satrapie überliefert.
- Oibares (vorpersisch)
- Tanyoxarkes (Bardiya), unter Kyros II.
- Idernes, unter Dareios II. (unsicher)
- Terituchmes, unter Dareios II. bis Artaxerxes II. (unsicher)
- Arbakas, unter Artaxerxes II.
- Atropates, unter Dareios III. bis Alexander dem Großen

## Mysien
Die Myser waren ein Volk in Kleinasien. Sie waren teilweise unter der Verwaltung von Lydien und der hellespontischen Satrapie. Auch die wenigen Belege für Satrapen machen es wahrscheinlich, dass diese anderen Satrapen unterstellt waren, so dass Mysien keine eigenständige Satrapie war.
- Mania, unter Artaxerxes II. (unsicher in Interpretation)
- Orontes I., unter Artaxerxes II. bis Artaxerxes III. (unsicher in Interpretation)

## Paphlagonien
Paphlagonien war vielleicht ein halbautonomes Gebiet, das dem Satrapen von Kappadokien unterstellt war.
- Korylas, unter Dareios II. bis Artaxerxes II. (unsicher in Interpretation)
- Kotys, unter Artaxerxes II. (unsicher in Interpretation)
- Datames, unter Artaxerxes III. (unsicher in Interpretation)

## Parthyaia (mit Hyrkanien)
Alle Belege für Parthyaia stammen aus hellenistischer Zeit. Wahrscheinlich bildete Parthyaia mit Hyrkanien eine Doppelsatrapie.
- Phrataphernes, unter Dareios III.
- Amminapes, unter Alexander dem Großen

## Persis
Die Persis ist das Stammland des Reiches. In den Quellen wird selten ein Satrap genannt, was wiederum wahrscheinlich an der dominanten Rolle des hier residierenden Großkönigs lag, neben dem die Satrapen nur eine geringe Rolle spielten.
- Astyages, unter Kyros
- Datis, unter Dareios I.
- Ariobarzanes, unter Dareios III.
- Phrasaorates, unter Alexander dem Großen

## Phrygien
Phrygien erscheint vor allem in griechischen Texten als wichtige Satrapie, dagegen weniger in achaimenidischen Textquellen.
- Artakamas, unter Kyros
- Arsames, unter Xerxes I.
- Kyros, unter Dareios II. bis Artaxerxes II.
- Ariaos, unter Artaxerxes II.
- Ariobarzanes, unter Artaxerxes II.
- Artakamas, unter Artaxerxes III.
- Mithropopastes, unter Dareios III.
- Atizyes, unter Dareios III.

## Tapurer (und Marder)
- Autophradates, unter Dareios III. bis Alexander dem Großen

## Thrakien
Thrakien unterstand wahrscheinlich dem hellespontischen Phrygien.
- Seuthes, unter Dareios II. (unsicher)

## Zypern
Zypern war wahrscheinlich der Satrapie Ebir-Nari unterstellt. Auf der Insel regierten daneben aber weiterhin lokale Könige. Bei dem einzigen Satrapen der Insel handelt es sich anscheinend um einen Fehler in den antiken Quellen.
- Tiribazos, unter Artaxerxes III. (wahrscheinlich Irrtum in Quellen)

## Grundbestand an Satrapien
Die folgenden drei Listen sind eine Rekonstruktion des Bestandes der Satrapien im Laufe der Geschichte des Achämenidenreiches.

### Kyros und Kambyses
- Ägypten
- Ariane mit Arachosien
- Armenien
- Assyrien (Babylon und Ebir-Nari)
- Baktrien
- Hellespontisches Phrygien
- Kappadokien
- Kilikien
- Medien
- Parthien und Hyrkanien

### Dareios I.
- Ägypten
- Arachosien
- Aria (?)
- Armenien
- Babylon und Ebir-Nari
- Baktrien
- Gedrosien (mit Karmanien ?)
- Hyrkanien
- Kappadokien
- Lydien
- Hellespontisches Phrygien
- Indien
- Kilikien
- Maka
- Medien
- Persis

### Dareios II. und Artaxerxes II.
- Ägypten
- Arachosien (mit Drangiane und Gandhara)
- Aria
- Armenien
- Babylonien
- Ebir-Nari
- Baktrien mit Sogdien
- Gedrosien mit Karmanien
- Hyrkanien
- Indien (halbautonome Königreiche)
- Pontisches Kappadokien (?)
- Taurisches Kappadokien (?)
- Lydien
- Karien
- Großphrygien
- Kilikien
- Maka
- Medien
- Persis
- Susiane